# Amblar-Don
Amblar-Don est une commune italienne d'environ 500 habitants située dans la province autonome de Trente dans la région du Trentin-Haut-Adige dans le nord-est de l'Italie. Créée le 1er janvier 2016, elle est issue de la fusion d'Amblar et de Don.
Les communes limitrophes sont  Caldaro sulla Strada del Vino, Cavareno, Predaia, Romeno, Sfruz et Termeno sulla Strada del Vino.